# آزادی انتخاب
آزادی انتخاب، (به انگلیسی: Freedom of choice), فرصت و استقلال فرد را برای انجام یک عمل انتخاب‌شده از حداقل دو گزینه موجود، و بدون محدود شدن توسط دیگران را توصیف می‌کند.

## در سیاست
در مناظره سقط جنین، اصطلاح «آزادی انتخاب» ممکن است در دفاع از موضعی باشد که یک زن در قبال تصمیمی که مبنی بر ادامه یا خاتمه بارداری دارد، اتخاذ می‌کند. یا در موردی مانند اتانازی، واکسیناسیون، پیشگیری از بارداری، و ازدواج همجنس‌گرایان گاهی در قالب یک حق فردی مفروض «آزادی انتخاب» مورد بحث قرار می‌گیرد. در برخی از مسائل اجتماعی، مانند «محدودیت استفاده از نوشابه در نیویورک» به عنوان «آزادی انتخاب» هم مورد دفاع و هم مخالفت شده است.

## در اقتصاد

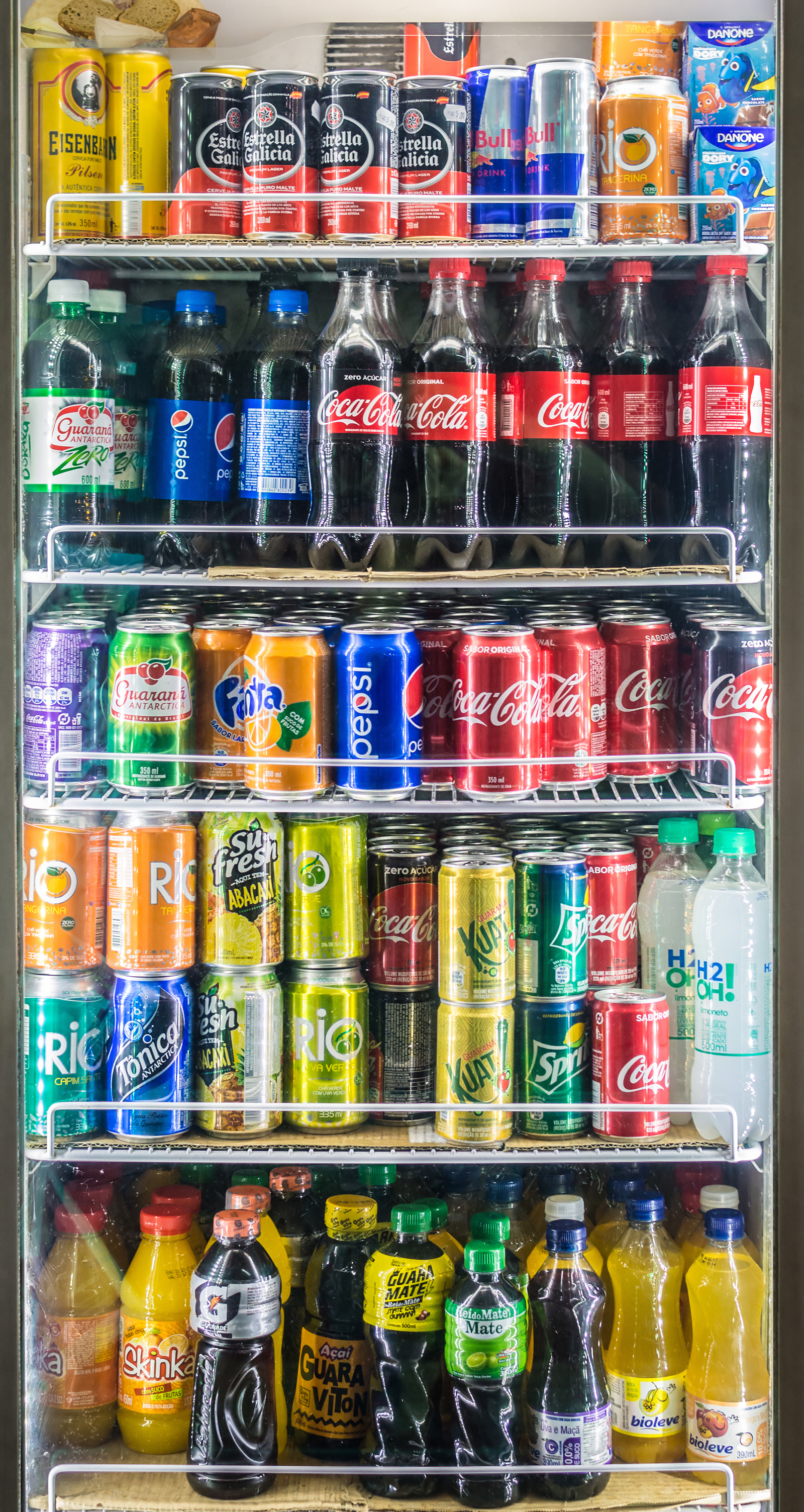

آزادی انتخاب برند و طعم نوشابه برای خرید، به رقابت در بازار مربوط می‌شود.
در اقتصاد خرد، آزادی انتخاب عبارت است از آزادی فعالان اقتصادی برای تخصیص منابع، به‌نحوی که در میان گزینه‌هایی (مانند کالاها، خدمات) که در دسترس‌شان قرار دارد، صلاح‌اندیشی می‌کنند. این شامل آزادی به‌کارگیری مشاغلی است که در توان آن‌هاست.
در سال ۲۰۰۸، راتنر و همکاران، به ادبیاتی با عنوان «پدرگرایی آزادی‌خواهانه» استناد کردند که بیان می‌کند مصرف‌کنندگان همیشه به صلاح خود رفتار نمی‌کنند. آن‌ها این پدیده را به عواملی چون احساسات، محدودیت‌های شناختی و سوگیری‌ها و اطلاعات ناقص نسبت دادند، که ممکن است با مداخلات مصلح‌جویانه برطرف شود. آن‌ها در مورد ارائه اطلاعات و ابزار تصمیم‌گیری به مصرف‌کنندگان، سازماندهی و محدود کردن گزینه‌های مخرب بازار، و استفاده از احساسات و مدیریت انتظارات بحث کردند. آن‌ها بیان کردند که هر یک از این عوامل می‌تواند توانایی انتخاب مصرف‌کنندگان را بهبود بخشد.
آزادی اقتصادی در انتخاب، در نهایت به رقابت در بازار بستگی دارد، زیرا گزینه‌های موجود خریداران معمولاً وابسته به عوامل مختلفی است که توسط فروشندگان کنترل می‌شوند، مانند کیفیت محصول یا خدمات و همچنین تبلیغات. در صورت وجود انحصار، مصرف‌کننده دیگر آزادی انتخاب برای خرید از تولیدکننده‌های مختلف را ندارد. همان‌طور که فردریش هایک اشاره کرده:
آزادی انتخاب در یک جامعه رقابتی بر این واقعیت استوار است که اگر فردی از برآوردن خواسته‌های ما امتناع کند، می‌توانیم به دیگری روی بیاوریم. اما اگر با یک انحصارگر روبرو شویم مورد رحمت او خواهیم بود.— فردریش هایک
همان‌طور که در نقل‌قول بالا نشان داده شده، متفکران آزادی‌خواه لیبرتینیسم اغلب مدافعان قدرتمندی برای وجود آزادی انتخاب هستند. یکی از نمونه‌های آن، کتاب و سریال تلویزیونی آزادانه میلتون فریدمن است.
دربارهٔ این موضوع که آیا افزایش آزادی انتخاب اقتصادی منجر به افزایش شادی می‌شود یا نه، اتفاق نظر واحدی وجود ندارد. در یک مطالعه، گزارش شاخص آزادی اقتصادی بنیاد هریتیج در سال ۲۰۱۱، همبستگی بین شاخص آزادی اقتصادی و شادی در یک کشور نشان داده شده است.

## اندازه‌گیری آزادی انتخاب
رویکرد بدیهی - قیاسی موجود در نظریه بازی، برای اندازه‌گیری میزان آزادی انتخاب (FoC) که یک فرد باید از آن برخوردار باشد، استفاده شده است. در سال ۱۹۹۰، پراسانتا کی. پاتانیک و یونگ‌شنگ ژو در مقاله‌ای سه شرط را برای اندازه‌گیری FoC ارائه کردند:
1. بی‌تفاوتی موقعیت‌های بدون انتخاب؛ صرف‌نظر از این‌که گزینه کدام است، داشتن تنها یک گزینه برابر با همان FoC است.
2. یکنواختی شدید؛ داشتن دو گزینه متمایز x و y نسبت به داشتن گزینه x بیشتر در FoC است.
3. استقلال؛ اگر موقعیت FoC برای A بیشتر از B باشد، با افزودن یک گزینه جدید x به هر دو (که در A یا B موجود نیست)، A همچنان FoC بیشتری نسبت به B خواهد داشت.

نویسندگان مقاله ثابت کردند که کاردینالیتی تنها معیاری است که این بدیهیات را پاسخ می‌دهد، چیزی که آن‌ها مشاهده کردند خلاف شهود است و پیشنهاد می‌کند که یک یا چند چیز بدیهی باید دوباره فرموله شوند. آن‌ها این را با مثالی از گزینه «سفر با قطار» یا «سفر با ماشین» نشان دادند که باید FoC بیشتری نسبت به گزینه «سفر با ماشین قرمز» یا «سفر با ماشین آبی» به دست آورد. پیشنهادهایی برای حل این مشکل، با فرمول‌بندی مجدد بدیهیات، معمولاً شامل مفاهیم ترجیحات یا رد بدیهیات سوم ارائه شده است.

## رابطه با شادی
در سال ۲۰۰۶ مطالعه‌ای توسط سیمونا بوتی و آن ال. مک‌گیل نشان داد که وقتی به انتخاب‌کنندگانی گزینه‌های متمایز ارائه می‌شد و آزادی انتخاب داشتند، انتخاب آن‌ها رضایتشان از نتایج مثبت، و نارضایتی‌شان از نتایج منفی نسبت به افراد غیرانتخاب‌کننده بیشتر بوده است.
در سال ۲۰۱۰، در مطالعه‌ای که توسط هیزل رز مارکوس و بری شوارتز انجام گرفت، فهرستی از آزمایش‌ها در مورد آزادی انتخاب گردآوری شده و استدلال کردند که «انتخاب بیش از حد می‌تواند باعث ایجاد عدم اطمینان، افسردگی و خودخواهی شود». شوارتز استدلال کرد که مردم اغلب به دلیل هزینه‌های فرصت برای عدم تصمیم‌گیری بهینه، پشیمانی را تجربه می‌کنند و در برخی موارد، زمانی که یک تصمیم دشوار توسط شخص دیگری گرفته می‌شود و نه توسط خودشان، رضایت افراد بیشتر می‌شود، حتی زمانی که انتخاب شخص خودشان نباشد. شوارتز کتابی نوشت و سخنرانی‌هایی در انتقاد از گزینه‌های بیش از حد در جامعه مدرن ایراد کرد، هرچند اذعان داشت که «برخی از انتخاب‌ها بهتر از عدم انتخاب است».